# Robert Louis Antral
Robert Louis Antral, född 7 juni 1895 i Châlons-en-Champagne, död 13 juli 1939 i Paris, var en fransk konstnär och etsare. Han vann Prix Blumenthal år 1926 och mottog Croix de guerre för sitt hjältemod i första världskriget.